# Niangoloko
Niangoloko ist eine Kleinstadt von 51.345 Einwohnern und die Hauptstadt des gleichnamigen Departments in der Provinz Comoé in Burkina Faso. Sie liegt nahe der Grenze zur Elfenbeinküste an der Straße nach Banfora. Südlich von Niangoloko liegen einige Naturschutzgebiete: der Forêt Classée de Niangoloko und der Forêt Classée et Réserve Partielle de Faune de la Comoé Léraba.
Niangoloko wurde vom ivorischen Musiker Daouda in dem Stück Salsa de Niangoloko besungen.